# Hay (Schiff, 1882)
Die Hay war ein als Kanonenboot gebautes, aber schon zwei Jahre nach seiner Indienststellung als Artillerietender eingesetztes Dampfsegelschiff der Kaiserlichen Marine.
Das Schiff lief am 28. September 1881 als Einzelschiff bei der Kaiserlichen Werft in Danzig vom Stapel. Bei 34 m Länge, 6,4 m Breite und 2,81 m Tiefgang verdrängte es 267 Tonnen. Eine stehende 3-Zylinder-Verbunddampfmaschine mit dreifacher Dampfdehnung und einer Leistung von 160 PS ermöglichte eine Geschwindigkeit von etwa 10 Knoten. Die Besatzung zählte etwa 40 Mann. Die Bewaffnung bestand aus vier 8,8-cm-Ringkanonen und vier 3,7-cm-Ringkanonen, scheint aber im Laufe der Jahre mehrfach geändert/modernisiert worden zu sein; so wurden z. B. im Jahre 1891 zwei 8,8-cm-Schnellladekanonen installiert.
Das Schiff wurde am 15. Juni 1882 in Dienst gestellt. Ab 1884 diente es dem Artillerieschulschiff Mars als Tender, wobei es hauptsächlich zum Schleppen von Seezielscheiben verwendet, aber gelegentlich auch selbst als Artillerieschulboot eingesetzt wurde. Am 28. September 1906 wurde die Hay aus der Liste der Kriegsschiffe gestrichen und danach als Scheibenprahm in Kiel-Friedrichsort verwendet. 1919 wurde das Schiff abgewrackt.